# مجلس تطبيق السلام
مجلس تطبيق السلام (بالإنجليزية: Peace Implementation Council)‏ هو جهة دولية معنية بتطبيق اتفاقية دايتون للسلام في البوسنة والهرسك. تم تأسيس المجلس في المؤتمر التنفيذي الذي انعقد في لندن، المملكة المتحدة في 8 و9 كانون الأول / ديسمبر 1995، وذلك بعد شهر واحد من انتهاء المفاوضات المتعلقة بالاتفاق. في الواقع، المجلس هو تطبيق حوكمة المجتمع الدولي على البوسنة والهرسك بعد توقيع اتفاقية دايتون، من خلال المندوب السامي للبوسنة والهرسك. سيستمر هذا الضبط الدولي على البوسنة والهرسك حتى يتم اعتبارها مستقرة سياسياً وديمقراطياً.
يتألف مجلس تطبيق السلام من 55 دولة ووكالة تدعم عملية السلام بطرق مختلفة - من خلال الدعم المالي، تقديم القوات لقوات الاستقرار (SFOR)، أو من تنفيذ عمليات بشكل مباشر في البوسنة والهرسك. كما يوجد أيضاً عدد متذبب من المراقبين.
منذ مؤتمر لندن، انعقد مجلس تطبيق السلام على مستوى وزاري ست مرات لمراجعة وتحديد أهداف عملية السلام للفترة المقبلة: 
- حزيران / يونيو 1996 في فلورنسا، إيطاليا.
- كانون الأول / ديمسبر 1996 للمرة الثانية في لندن.
- كانون الأول / ديسمبر 1997 في بون، ألمانيا.
- كانون الأول / ديسمبر 1998 في مدريد، إسبانيا.
- أيار / مايو 2000 في بروكسل، بلجيكا.
- شباط / فبراير 2007 للمرة الثانية في بروكسل.

يوضح المجلس مسؤوليات المندوب السامي باعتباره الجهة الرئيسية المطبقة للقسم المدني من اتفاقية دايتون، كما هو موضح في الملحق العاشر لاتفاقية دايتون. على سبيل المثال في اجتماع بون عام 1997 جرى منح مكتب المندوب السامي ما أطلق عليه «صلاحية بون» لإقالة المسؤولين المنتخبين وغير المنتخبين الذين يعيقون تطبيق اتفاقية دايتون. قام المندوب السامي خلال الأعوام 2006-2007 كريستيان شوارز شيلينغ باستخدام هذه الصلاحية باعتدال لدعم الثقة في الحكومة المحلية المنتخبة.

## الهيئة التوجيهية
أسس اجتماع المجلس في لندن الهيئة التوجيهية لمجلس تطبيق السلام ليعمل برئاسة المندوب السامي كذراع تنفيذية لمجلس تطبيق السلام.
أعضاء الهيئة التوجيهية هم كندا، فرنسا، ألمانيا، إيطاليا، اليابان، روسيا، المملكة المتحدة، الولايات المتحدة، رئاسة الاتحاد الأوروبي، المفوضية الأوروبية، منظمة التعاون الإسلامي ممثلة بتركيا.
تقدم الهيئة التوجيهة التوجيه السياسي للمندوب السامي الذي يرأس أسبوعياً اجتماع لسفراء الدول أعضاء الهيئة في سراييفو. بالإضافة إلى ذلك، تجتمع الهيئة التوجيهية على مستوى المدراء السياسيون كل ثلاثة أشهر.

## الأعضاء والمشاركون

### الدول
ألبانيا، النمسا، بلجيكا، البوسنة والهرسك، بلغاريا، كندا، الصين (استقالت في أيار 2000)، كرواتيا، جمهورية التشيك، الدنمارك، مصر، جمهورية يوغسلافيا الاتحادية (تلتها صربيا)، فنلندا، فرنسا، ألمانيا، اليونان، المجر، جمهورية أيرلندا، إيطاليا، اليابان، الأردن، لوكسمبورغ، جمهورية مقدونيا، ماليزيا، المغرب، هولندا، النرويج، عمان، باكستان، بولندا، رومانيا، روسيا الاتحادية، السعودية، سلوفاكيا، سلوفينيا، إسبانيا، السويد، سويسرا، تركيا، أوكرانيا، المملكة المتحدة، الولايات المتحدة.

### المنظمات الدولية
مكتب المندوب السامي، هيئة تحكيم برتشكو (حلت في 1999 بعد تقديم آخر جائزة لها). مجلس أوروبا، البنك الأوروبي لإعادة البناء والتنمية، المفوضية الأوروبية، اللجنة الدولية للصليب الأحمر، المحكمة الجنائية الدولية ليوغوسلافيا السابقة، صندوق النقد الدولي، منظمة حلف شمال الأطلسي، منظمة الأمن والتعاون في أوروبا، الأمم المتحدة، المفوضية السامية للأمم المتحدة لحقوق الإنسان، المفوضية العليا للأمم المتحدة لشؤون اللاجئين، إدارة الأمم المتحدة الانتقالية في سلافونيا الشرقية [الإنجليزية] (انحلت في كانون الثاني / يناير 1998)، البنك الدولي.

### المراقبون
أستراليا، البنك المركزي للبوسنة والهرسك، بنك الاستثمار الأوروبي، إستونيا، الكرسي الرسولي، ديوان مظالم حقوق الإنسان في البوسنة والهرسك، آيسلندا، الاتحاد الدولي لجمعيات الصليب الأحمر والهلال الأحمر، الوساطة الدولية في البوسنة والهرسك، منظمة الهجرة الدولية، لاتفيا، ليتوانيا، نيوزيلندا، ليختنشتاين، جنوب أفريقيا، مجموعة استقرار جنوب شرق أوروبا.